# 35.º TAP Rali de Portugal
Resultados do 35.º TAP Rali de Portugal.

## Classificação Final
| 1  | 7 M   | Tommi Mäkinen Risto Mannisenmäki               | Finlândia · Finlândia     | Mitsubishi Lancer Evo 6 Marlboro Mitsubishi Ralliart | 3:46.42,1 0         |  |                   |
| 2  | 3 M   | Carlos Sainz Luís Moya                         | Espanha · Espanha         | Ford Focus WRC Ford Motor Co                         | 3:46.50,7 8,6       |  |                   |
| 3  | 1 M   | Marcus Grönholm Timo Rautiainen                | Finlândia · Finlândia     | Peugeot 206 WRC Peugeot Total                        | 3:49.37,7 2.55,6    |  |                   |
| 4  | 5 M   | Richard Burns Robert Reid                      | Reino Unido · Reino Unido | Subaru Impreza WRC Subaru World Rally Team           | 3:50.06,4 3.24,3    |  |                   |
| 5  | 17    | François Delecour Daniel Grataloup             | França                    | Ford Focus WRC Ford Motor Co                         | 3:56.48,9 10.06,8   |  |                   |
| 6  | 10 M  | Alister McRae David Senior                     | Reino Unido · Reino Unido | Hyundai Accent WRC W.R.T. Hyundai Castrol            | 3:58.50,5 12.08,4   |  |                   |
| 7  | 9 M   | Kenneth Eriksson Staffan Parmander             | Suécia · Suécia           | Hyundai Accent WRC W.R.T. Hyundai Castrol            | 4:00.14,6 13.32,5   |  |                   |
| 8  | 2 M   | Didier Auriol Denis Giraudet                   | França                    | Peugeot 206 WRC Peugeot Total                        | 4:02.50,7 16.08,6   |  |                   |
| 9  | 25    | Tapio Laukkanen Kaj Lindström                  | Finlândia · Finlândia     | Toyota Corolla WRC                                   | 4:03.18,0 16.35,9   |  |                   |
| 10 | 27 TC | Pasi Hagström Tero Gardemeister                | Finlândia · Finlândia     | Toyota Corolla WRC Team Toyota Castrol Finland       | 4:06.14,6 19.32,5   |  |                   |
| 11 | 24    | Rui Madeira Fernando Prata                     | Portugal · Portugal       | Ford Focus WRC Ford Galp Racing                      | 4:08.34,4 21.52,2   |  |                   |
| 12 | 20    | Gilles Panizzi Hervé Panizzi                   | França                    | Peugeot 206 WRC H.F. Grifone                         | 4:16.20,1 29.38,0   |  |                   |
| 13 | 32 TC | Hamed Al-Wahaibi Tony Sircombe                 | OMA · Nova Zelândia       | Subaru Impreza WRC Oman Arab World Rally Team        | 4:18.55,2 32.13,1   |  |                   |
| DQ | 47    | Marcos Ligato Rubén García                     | Argentina · Argentina     | Mitsubishi Lancer Evo 6                              | N 4                 |  | 4:25.35,8 38.53,7 |
| DQ | 39    | Manfred Stohl Peter Müller                     | Áustria · Áustria         | Mitsubishi Lancer Evo 6                              | N 4                 |  | 4:26.21,7 39.39,6 |
| 14 | 67    | Pedro Dias da Silva Mário Castro               | Portugal · Portugal       | Mitsubishi Carisma GT                                | 4:31.14,7 44.32,6   |  |                   |
| 15 | 28 TC | Ioánnis Papadimitríou Chris Patterson          | Grécia · Reino Unido      | Peugeot 206 WRC                                      | 4:32.57,3 46.15,2   |  |                   |
| 16 | 35    | Marc Blázquez Jordi Mercader                   | Espanha · Espanha         | Seat Córdoba WRC E3 Seat Sport                       | 4:35.42,9 49.00,8   |  |                   |
| 17 | 60    | Vítor Pascoal Duarte Costa                     | Portugal · Portugal       | Mitsubishi Lancer Evo 6                              | 4:46.15,1 59.33,0   |  |                   |
| 18 | 61    | Pedro Leal Redwan Cassamo                      | Portugal · Portugal       | Mitsubishi Lancer Evo 6 Creditus / BPN Rent          | 4:47.41,9 1:00.59,8 |  |                   |
| 19 | 48    | Mirco Baldacci Maurizio Barone                 | San Marino · Itália       | Mitsubishi Lancer Evo 6                              | 4:47.56,9 1:01.14,8 |  |                   |
| 20 | 38 TC | Nigel Heath Steve Lancaster                    | Reino Unido · Reino Unido | Subaru Impreza WRC World Rally Hire                  | 4:55.00,4 1:08.18,3 |  |                   |
| 21 | 68    | Rodrigo Ferreira Paulo Silva                   | Portugal · Portugal       | Mitsubishi Lancer Evo 6                              | 5:12.28,2 1:25.46,1 |  |                   |
| 22 | 73    | Pawel Dytko Tomasz Dytko                       | Polónia · Polónia         | Mitsubishi Lancer Evo 5                              | 5:15.36,6 1:28.54,5 |  |                   |
| 23 | 70    | António Gravato Lídio Lopes                    | Portugal · Portugal       | Mitsubishi Carisma GT                                | 5:23.22,6 1:36.40,5 |  |                   |
| 24 | 79    | Manuel Ferreira da Silva José Pinho de Almeida | Portugal · Portugal       | Mitsubishi Lancer Evo 5                              | 5:41.27,3 1:54.45,2 |  |                   |

## Abandonos
| SS  | N.º   | Piloto Co-piloto                         | Nacionalidade                | Carro                                                    | Classe       |           |
| --- | ----- | ---------------------------------------- | ---------------------------- | -------------------------------------------------------- | ------------ | --------- |
| R8  | 4 M   | Colin McRae Nicky Grist                  | Reino Unido · Reino Unido    | Ford Focus WRC Ford Motor Co                             | Mecânica     |           |
| R9  | 6 M   | Petter Solberg Phil Mills                | Noruega · Reino Unido        | Subaru Impreza WRC Subaru World Rally Team               | Suspension → |           |
| R15 | 8 M   | Freddy Loix Sven Smeets                  | Bélgica · Bélgica            | Mitsubishi Carisma GT Evo 6 Marlboro Mitsubishi Ralliart | Transmissão  |           |
| R2  | 11 M  | Armin Schwarz Manfred Hiemer             | Alemanha · Alemanha          | Škoda Octavia WRC Škoda Motorsport                       | Clutch →     |           |
| R1  | 12 M  | Bruno Thiry Stéphane Prévot              | Bélgica · Bélgica            | Škoda Octavia WRC Škoda Motorsport                       | Electrical → |           |
| R13 | 16    | Harri Rovanperä Risto Pietiläinen        | Finlândia · Finlândia        | Peugeot 206 WRC Peugeot Total                            | Motor        |           |
| R15 | 18    | Markko Märtin Michael Park               | Estónia · Reino Unido        | Subaru Impreza WRC Subaru World Rally Team               | Acidente     |           |
| R4  | 19    | Toshi Arai Glenn MacNeall                | Japão · Austrália            | Subaru Impreza WRC Subaru World Rally Team               | A 8          | Acidente  |
| R13 | 21 TC | Henrik Lundgaard Jens Christian Anker    | Dinamarca · Dinamarca        | Toyota Corolla WRC Toyota Castrol Team Denmark           | Mecânica     |           |
| R21 | 22    | Pedro Matos Chaves Sérgio Paiva          | Portugal · Portugal          | Toyota Corolla WRC Telecel / Vodafone Castrol Team       | A 8          |           |
| R4  | 23    | Adruzilo Lopes Luís Lisboa               | Portugal · Portugal          | Peugeot 206 WRC Peugeot Esso Silver Team                 | Motor        |           |
| R18 | 26    | Daniel Carlsson Benny Melander           | Suécia · Suécia              | Toyota Corolla WRC                                       | A 8          | Mecânica  |
| R7  | 29 TC | Abdullah Bakhashab Bobby Willis          | Arábia Saudita · Reino Unido | Toyota Corolla WRC Toyota Team Saudi Arabia              | Mecânica     |           |
| R11 | 30    | Henning Solberg Ola Fløene               | Noruega · Noruega            | Toyota Corolla WRC                                       | A 8          |           |
| R13 | 31 TC | Janusz Kulig Jarek Baran                 | Polónia · Polónia            | Ford Focus WRC Marlboro Ford Mobil1 Team Poland          | Mecânica     |           |
| R4  | 33    | Leszek Kuzaj Maciej Baran                | Polónia · Polónia            | Toyota Corolla WRC                                       | A 8          | Mecânica  |
| R15 | 34 TC | Frédéric Dor Didier Breton               | França                       | Subaru Impreza WRC F. Dor Rally Team                     | Mecânica     |           |
| R9  | 36    | Kris Princen Dany Colebunders            | Bélgica · Bélgica            | Peugeot 206 WRC Peugeot Bastos Racing Team               | A 8          | Mecânica  |
| R5  | 41    | Gustavo Trelles Jorge del Buono          | Uruguai · Argentina          | Mitsubishi Lancer Evo 6                                  | Acidente     |           |
| R5  | 42    | Gabriel Pozzo Daniel Stillo              | Argentina · Argentina        | Mitsubishi Lancer Evo 6                                  | N 4          |           |
| R4  | 43 TC | Stig Blomqvist Ana Goñi                  | Suécia · Venezuela           | Mitsubishi Lancer Evo 6 David Sutton Cars                | Mecânica     |           |
| R4  | 44 TC | Natalie Barratt Claire Parker            | Reino Unido · Austrália      | Mitsubishi Lancer Evo 5                                  | N 4          | Acidente  |
| R15 | 45    | Bob Colsoul Tom Colsoul                  | Bélgica · Bélgica            | Mitsubishi Lancer Evo 6                                  | Acidente     |           |
| R2  | 46    | Alastair Cavenagh Adrian Cavenagh        | Quênia · Quênia              | Mitsubishi Lancer Evo 5                                  | N 4          |           |
| R13 | 49    | John Lloyd Paul Amandini                 | Reino Unido · Reino Unido    | Subaru Impreza WRC                                       | Mecânica     |           |
| R13 | 50    | Stuart Coupe Alan Whittaker              | Reino Unido · Reino Unido    | Subaru Impreza 555                                       | A 8          | Mecânica  |
| R13 | 51    | Antony Warmbold Gemma Price              | Alemanha · Reino Unido       | Toyota Corolla WRC                                       | Mecânica     |           |
| R4  | 52    | John Morton Andy Tatham                  | Reino Unido · Reino Unido    | Mitsubishi Lancer Evo 6                                  | A 8          | Acidente  |
| R13 | 53    | Roger Duckworth Mark Broomfield          | Reino Unido · Reino Unido    | Subaru Impreza WRC                                       | Suspensão    |           |
| R4  | 54    | Philippe Bugalski Jean-Paul Chiaroni     | França                       | Citroën Saxo Kit Car                                     | A 6          | Acidente  |
| R4  | 55    | Thomas Rådström Tina Thörner             | Suécia · Suécia              | Citroën Saxo Kit Car                                     | Acidente     |           |
| R5  | 56    | Vítor Lopes José Janela                  | Portugal · Portugal          | Citroën Saxo Kit Car Automóveis Citroën                  | A 6          | Mecânica  |
| R4  | 57    | José Pedro Fontes Nuno da Silva          | Portugal · Portugal          | Fiat Punto Kit Car Fiat Telecel Vodafone                 | Transmissão  |           |
| R18 | 58    | Armindo Araújo Miguel Ramalho            | Portugal · Portugal          | Citroën Saxo Cup                                         | A 6          | Mecânica  |
| R5  | 59    | Horácio Franco Rui Torres                | Portugal · Portugal          | Mitsubishi Lancer Evo 6                                  |              |           |
| R4  | 62    | Diogo Castro Santos Mário Feio           | Portugal · Portugal          | Fiat Punto Kit Car Fiat Telecel Vodafone                 | A 6          | Mecânica  |
| R4  | 63    | Wakujiro Kobayashi Kohei Kusaka          | Japão · Japão                | Mitsubishi Lancer Evo 5                                  | Acidente     |           |
| R7  | 64    | Pedro Cunha Carmo Filipe Fernandes       | Portugal · Portugal          | Mitsubishi Lancer Evo 5                                  | N 4          |           |
| R11 | 65    | Bruno Magalhães Álvaro Ferreira          | Portugal · Portugal          | Mitsubishi Lancer Evo 6                                  |              |           |
| R14 | 66    | José Miranda Luís Costa                  | Portugal · Portugal          | Toyota Celica GT-Four                                    | N 4          |           |
| R14 | 69    | Manuel Rolo Luís Ramalho                 | Portugal · Portugal          | Mitsubishi Lancer Evo 6                                  |              |           |
| R4  | 71    | Dan Marlow Alyson Marlow                 | Reino Unido · Reino Unido    | Mitsubishi Lancer Evo 5                                  | N 4          | Mecânica  |
| R14 | 72    | Nuno Machado Luís Cavaleiro              | Portugal · Portugal          | Subaru Impreza 555                                       |              |           |
| R9  | 74    | François Duval Jean-Marc Fortin          | Bélgica · Bélgica            | Mitsubishi Carisma GT                                    | N 4          | Eléctrico |
| R2  | 75    | Luca Baldini Marco Muzzarelli            | Itália · Itália              | Mitsubishi Lancer Evo 6                                  |              |           |
| R2  | 76    | Jean-François Bérenguer Aline Marès      | França                       | Mitsubishi Lancer Evo 6                                  | N 4          |           |
| R13 | 81    | Armando Tavares Nuno Pinto               | Portugal · Portugal          | Subaru Impreza 555                                       |              |           |
| R1  | 82    | Carlos Borges Roberto Matos              | Portugal · Portugal          | Mitsubishi Carisma GT                                    | N 4          | Eléctrico |
| R14 | 83    | Gisella Rovegno Veruschka De Pellegrin   | Itália · Itália              | Mitsubishi Lancer Evo 6                                  |              |           |
| R11 | 84    | Luís Moniz                               | Portugal · Portugal          | Mitsubishi Lancer Evo 5                                  | N 4          | Mecânica  |
| R2  | 86    | Francisco Jorquera Marta Ainhoa          | Espanha · Espanha            | Seat Ibiza GTI 16V                                       |              |           |
| R4  | 87    | Paulo Duarte José Ribeiro                | Portugal · Portugal          | Volkswagen Golf GTI 16V                                  | A 7          |           |
| R9  | 88    | Alexander Villanueva Elena Jiménez       | Espanha · Espanha            | Seat Ibiza 20V                                           | Acidente     |           |
| R4  | 89    | José Vieira Leite António Vieira         | Portugal · Portugal          | Volkswagen Golf GTI 16V                                  | A 7          | Mecânica  |
| R14 | 90    | Vítor Teodósio Rui Sousa                 | Portugal · Portugal          | Citroën Saxo Kit Car                                     |              |           |
| R14 | 91    | Jean-Thierry Vacheron Jean-Pierre Schaad | Suíça · Suíça                | Peugeot 106 S16                                          | A 6          |           |
| R10 | 92    | Luís Robalo Francisco Esteves            | Portugal · Portugal          | Citroën Saxo Kit Car                                     |              |           |
| R3  | 93    | Luís Moreira Gonçalo Macedo              | Portugal · Portugal          | Toyota Starlet                                           | A 6          | Acidente  |